# Zaluzianskya vallispiscis
Zaluzianskya vallispiscis är en flenörtsväxtart som beskrevs av O.M. Hilliard. Zaluzianskya vallispiscis ingår i släktet Zaluzianskya och familjen flenörtsväxter. Inga underarter finns listade i Catalogue of Life.